# Kevin Strootman
Kevin Johannes Willem Strootman (Ridderkerk, Holanda Meridional, 13 de febrero de 1990) es un exfutbolista neerlandés que jugaba como centrocampista.

## Trayectoria

### Sparta Rotterdam
Kevin Strootman se enroló en las divisiones menores del Rijsoord y llegó al Sparta Rotterdam en el verano de 2007. En enero del siguiente año, fue promovido al primer equipo y debutaría en el encuentro que su equipo perdió por 6-2 ante el Ajax a mediados de febrero de 2008. En su segunda temporada como profesional, disputó tres partidos.
En la campaña 2008/09 empezó a destacar en el equipo, anotando en general, tres tantos en veintiocho ocasiones. Arrancó bien en la primera mitad de la siguiente campaña pero no pudo evitar el descenso del equipo luego de una desastrosa segunda parte de temporada. Jugó 16 partidos en segunda división (además de una participación por copa) y anotó cuatro goles hasta que fue cedido al Utrecht, donde sumó 16 partidos y cuatro goles y la convocatoria a la selección de los Países Bajos.
En 2011, el gigante neerlandés PSV Eindhoven anunció el fichaje de Strootman y su compañero en el Utrecht, Dries Mertens, por una suma combinada aproximada a los 13 millones de euros.

### PSV Eindhoven

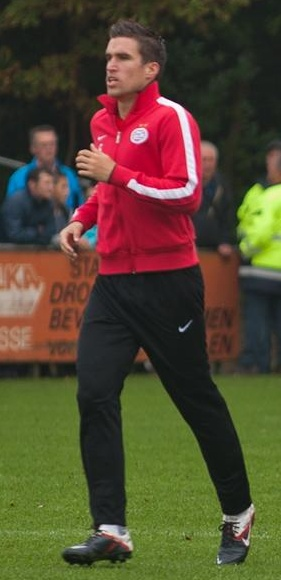
Strootman en el PSV.

Strootman debutó con el PSV en la primera jornada de la temporada 2011/12, frente al AZ Alkmaar que perdieron 3-1 y anotó su primer gol con el club, el 14 de septiembre en la goleada por 7-1 frente al Roda JC. Desde entonces se ha convertido en una pieza clave de los Boeren, llegando a firmar 6 tantos en 46 partidos jugados en su primera temporada, incluyendo liga, Liga Europea y Copa de los Países Bajos, torneo en el cual resultaron campeones tras vencer en la final al Heracles Almelo por 3-0. Es el centrocampista que más minutos ha sumado en la campaña y por su estilo de juego y cifras ha sido considerado como el sucesor de Mark van Bommel.

### AS Roma
El 19 de julio de 2013, PSV y AS Roma finalmente llegan a un acuerdo. Strootman se convierte en el segundo jugador neerlandés de la historia del club capitalino después de Maarten Stekelenburg y recibe la camiseta número 6; también se convierte en el segundo fichaje más caro del mercado de verano para la Serie A 2013/14 por 16 millones de euros, después de los 37 millones de Euros que el Napoli pagó al Real Madrid por Gonzalo Higuaín.
Después de completarse la transferencia, Strootman dijo: "Estoy muy contento de estar aquí, las negociaciones fueron largas, pero finalmente soy un jugador de la Roma. Este es uno de los mejores equipos, vine porque sé que podemos empezar a ganar de inmediato". En la pretemporada marcó un gol y dio una asistencia contra el (MLS) All-Stars, donde ganaron 3-1 en Sporting Park, Kansas City.
En su primera temporada como jugador giallorosso, Strootman comenzó siendo un titular indiscutible en el equipo italiano: jugó 24 de los 26 primeros partidos de la Serie A, 21 de ellos completos. Sólo se ausentó en dos de ellos, uno por lesión y otro por sanción. Durante ese período, marcó 5 goles y dio 6 asistencias. También fue habitual en la competición de Copa de Italia, con un gol y una asistencia en 4 apariciones. Sin embargo, su buena progresión en el equipo transalpino (que terminaría siendo subcampeón de Liga) se vio truncada el 9 de marzo de 2014, cuando sufrió una grave lesión de rodilla que lo mantuvo varios meses de baja, perdiéndose el resto de la temporada y el Mundial de Brasil.
Tras someterse a una operación, Strootman volvió a jugar exactamente 9 meses después de su lesión, el 9 de noviembre de 2014, en un encuentro contra el Torino. Pero poco después, el 26 de enero de 2015, volvió a lesionarse el ligamento de la rodilla, por lo que tuvo que volver a pasar por el quirófano. Tras una nueva operación en agosto, Strootman no volvería a los terrenos de juego hasta el 21 de febrero de 2016, entrando como sustituto en la victoria de la Roma frente al Palermo.

### Olympique de Marsella
El 28 de agosto de 2018 el Olympique de Marsella hizo oficial su fichaje.
El 14 de enero de 2021 regresó a Italia para jugar cedido en el Genoa C. F. C. lo que restaba de temporada. En julio fue cedido al Cagliari Calcio por un año, con opción a un segundo, antes de volver al Genoa C. F. C. en agosto de 2022 en una nueva cesión. Ayudó al equipo a regresar a la Serie A y en julio renovó por otra temporada. Cuando esta finalizó, quedó libre y en octubre de 2024 anunció su retirada.

## Selección nacional
Fue internacional con la selección de los Países Bajos en 46 ocasiones y anotó tres goles. Formó parte de los combinados juveniles sub-18, sub-19 y sub-21 antes de su debut con la selección absoluta, el cual se produjo poco después de su llegada al Utrecht, en un amistoso frente a Austria disputado el 9 de febrero de 2011. Fue titular en los últimos cuatro partidos de clasificación para la Eurocopa 2012 y marcó su primer gol como internacional en el segundo de ellos, ante Finlandia en Helsinki que acabó 2-0 a favor de la Naranja Mecánica.
Más tarde fue convocado para la Eurocopa 2012; sin embargo, no jugó en ninguna ocasión y su selección realizó una pésima campaña, siendo eliminada en primera fase sin conseguir punto alguno.

### Participaciones en Eurocopas
| Eurocopa      | Sede              | Resultado    | Partidos | Goles |
| ------------- | ----------------- | ------------ | -------- | ----- |
| Eurocopa 2012 | Polonia y Ucrania | Primera fase | 0        | 0     |

## Clubes
| Club                     | País         | Año       |
| ------------------------ | ------------ | --------- |
| Sparta Rotterdam         | Países Bajos | 2008-2011 |
| F. C. Utrecht            | Países Bajos | 2011      |
| PSV Eindhoven            | Países Bajos | 2011-2013 |
| A. S. Roma               | Italia       | 2013-2018 |
| Olympique de Marsella    | Francia      | 2018-2023 |
| Genoa C. F. C. (cedido)  | Italia       | 2021      |
| Cagliari Calcio (cedido) | Italia       | 2021-2022 |
| Genoa C. F. C. (cedido)  | Italia       | 2022-2023 |
| Genoa C. F. C.           | Italia       | 2023-2024 |

## Palmarés

### Campeonatos nacionales
| Título                   | Club          | País         | Año     |
| ------------------------ | ------------- | ------------ | ------- |
| Copa de los Países Bajos | PSV Eindhoven | Países Bajos | 2011-12 |